# الناصرة (حجة)
الناصره هي إحدى قرى الجمهورية اليمنية. تتبع جغرافيا لمحافظة حجة وإداريًا لمديرية خيران المحرق. يبلغ تعداد سكانها 1686 نسمة حسب الإحصاء الذي أجري عام 2004.